# Yingaresca varicornis
Yingaresca varicornis är en skalbaggsart som först beskrevs av Julius Weise 1885.  Yingaresca varicornis ingår i släktet Yingaresca och familjen bladbaggar. Inga underarter finns listade i Catalogue of Life.